# Kristofor Kolumbo
Kristofor Kolumbo (tal.: Cristoforo Colombo, špa.: Cristóbal Colón, por.: Cristóvão Colombo, latinizirano: Christophorus Columbus) (Genova, između 25. kolovoza i 31. listopada 1451. – Valladolid, 20. svibnja 1506.), istraživač i trgovac koji je preplovio Atlantski ocean i doplovio do Amerike.
Rođen je kao sin tkalca, a već kao dvanaestogodišnji dječak počeo je jedriti na lađama po Sredozemlju. Kao uzori mu služe dvije slavne osobe: Gaj Julije Cezar, osvajač Galije i Marko Polo, koji je prvi istraživao Kinu. Želi stići do Indije, ali morskim putem te je godinama tražio brodove i posade s kojima bi otplovio što dalje na Zapad.
Godine 1476. otplovio je s francuskom flotom, a uz obalu Portugala sukobio se s talijanskom flotom. Nakon žestoke bitke Kolumbov brod je bio zapaljen, a on se spasio plivajući do portugalske obale. U Portugalu se oženio i sudjelovao u nekim pomorskim ekspedicijama. Četiri godine je objašnjavao portugalskom kralju Ivanu II. da ploveći prema zapadu može doći do Indije. Nemoćan da zainteresira kralja Ivana za svoj naum, Kolumbo je otišao u Španjolsku, nedavno ujedinjeno kraljevstvo kralja Ferdinanda II. Aragonskog i Izabele I. Kastiljske.
Svoje genovsko ime Columbus u Španjolskoj najprije mijenja u Colomb, a zatim u Colon, ¨Colon-isateur¨ (kolonizator), kako bi točno odredio svoj poziv. O svom imenu Kristofor kaže da je to onaj koji će nositi Krista, prenijet će Krista u nove zemlje.
Prema predaji, Kolumbo, koji se pripremao za oceansku pustolovinu, sastavlja spis u kojem je na najvažnijem mjestu Aristotelova meteorologija. Kako bi što bolje uvjerio buduće brodovlasnike, u spis unosi riječi nekog umirućeg pomorca koji mu je otkrio put prema zapadnoj Indiji, točno onaj put kojim će se kretati u odlasku i dolasku s prvog putovanja.
Godine 1492. Kolumbova dugotrajna bitka s namjerom da osigura kraljevu podršku odjednom je okrunjena neočekivanim uspjehom. U siječnju te godine vojne snage Ferdinanda II. i Izabele I. osvojile su grad Granadu, posljednje muslimansko-maursko uporište na španjolskom tlu. Oduševljena tom pobjedom, kraljica Izabela velikodušno je prihvatila Kolumbovu ideju pa su mu osigurali brodove, ljude i opskrbu te prihvatili sve njegove uvjete. Sada je trebalo proširiti evanđelje preko mora i ispuniti praznu kraljevsku blagajnu. Ugovor je potpisan 17. travnja 1492. godine, a osigurao mu je tri broda, dao mu čin admirala, potkralja svih novootkrivenih područja i trećinu sveg blaga koje pronađe.

#### Put prema zapadu
Početkom kolovoza 1492. tri karavele pod zapovjedništvom admirala Cristóbala Colóna spremno su čekale u luci Palos de la Frontera. Njegov admiralski brod zvao se Santa Maria, dugačak oko 22 m, s 3 jarbola i 40 članova posade. Druga karavela je bila Pinta pod zapovjedništvom Martina Pinzona, a treći brod Niña pod vodstvom kapetana Vincenta Pinzona. Posada brodova je bila šarolika. Tridesetak mornara bili su Kolumbovi prijatelji, zatim kućne sluge i kraljevi časnici. Većina članova posade bili su učeni mornari i kormilari, a dio posade činili su amnestirani zatvorenici.
U zoru dana 3. kolovoza 1492. godine Kolumbo je dao znak za polazak i mala flota se uputila prema Kanarskim otocima koje su napustili 9. rujna. Za razliku od većine pionirskih oceanskih putovanja, imali su ugodno vrijeme i mirno jedrenje. Udaljavajući se sve više od poznatog kopna, mornari su postajali sve bojažljiviji i nakon trideset dana plovidbe došlo je do histerične pobune. Međutim, Kolumbo je ipak nagovorio ljude da izdrže još tri dana. Sljedećeg jutra ugledali su trupce u moru što je bio znak blizine kopna.

#### Otkriće novog svijeta
Dana 12. listopada 1492. godine Kristofor Kolumbo je stupio na tlo Novog svijeta. Slijedi opis događaja:
"U osvit zore Kolumbo ugleda pred sobom krasan otok širine nekoliko milja, bez brežuljaka, pokriven zelenilom i lijepim drvećem, što je izgledalo kao nepregledni voćnjak. Sa svih strana stanovnici su izlazili iz šume i žurili prema obali. Bili su potpuno nagi i prema njihovim kretnjama i držanju moglo se zaključiti da su ih brodovi koje su ugledali veoma začudili. Dok su se uzbuđene posade pripremale za iskrcavanje, admiral Kristofor Kolumbo šetkao se palubom svog broda, a izgled lica mu je svjedočio o nestrpljivom iščekivanju događaja. Niti on niti njegovi ljudi nisu ni za tren posumnjali da je otok koji je izranjao pred njima zapravo istureno kopno Indije, istočnjačkog svijeta mirodija i blaga, luksuza i kulture, koji je tako zanosno opisao Marko Polo. Kolumbo je dao znak da se spusti sidro i opreme čamci. Spustio se u svoj čamac, odjeven u raskošno grimizno odijelo, nosio je pritom kraljevsku zastavu... Kad su pristali uz obalu, Kolumbo se bacio na koljena, poljubio tlo i zahvalio Bogu dvjema suzama radosnicama. Njegova pratnja je slijedila njegov primjer. Podigavši se, Kolumbo je izvukao svoj mač, razvio kraljevsku zastavu i u ime svojih vladara zaposjeo otok koji je nazvao San Salvador. Potom su mu se njegovi pomoćnici zakleli na vjernost kao svom admiralu, potkralju i predstavniku španjolskih vladara.¨
U pismu prijatelju Luisu de Santágelu Kolumbo opisuje otočane: ¨Idu posve goli kao što ih je mati rodila, pa čak i žene, iako sam opazio samo jednu dosta mladu. Svi su vrlo lijepo građeni, vrlo lijepa tijela i ugodna izgleda. Kosa ima je jaka kao dlaka konjskog repa, kratka, seže im do očiju. Neki se mažu veoma tamnom sivom bojom, nisu ni crni ni bijeli. Jedni mažu lice, drugi čitavo tijelo, a neki pak samo oči ili nos. Kad budem odlazio, ako Bog da, uzet ću sa sobom šest ovih ljudi da ih dovedem Vašim Veličanstvima da nauče govoriti.¨
Idućih nekoliko dana Kolumbo je istraživao taj i druge otoke Bahamskog otočja. Urođenici su mu objasnili da na jugozapadu postoji veliki otok (Kuba). Otplovio je zatim u navedenom smjeru i nakon tjedan dana stigao je do Kube te počeo istraživati. Početkom prosinca doplovio je do Haitija. Kolumbov admiralski brod ubrzo se nasukao na hridine te više nije bio sposoban za plovidbu. Prethodno ga je napustio kapetan Martin Pinzon s Pintom te je Kolumbo sada imao dvije posade, ali samo jedan brod. Dana 16. siječnja 1493. Kolumbo je brodom Nina krenuo kući.
U sljedeća tri putovanja Kolumbo je istraživao obale američkog kopna u nadi da će pronaći legendarne gradove Dalekog istoka, bogate riznice blaga i začina. Tijekom tog vremena on i njegovi ljudi uspostavili su kolonije na Hispanioli, pronašli otoke Guadeloupe i Male Antile kao i Portoriko i Jamajku. Pobliže su istražili Kubu i utemeljili grad Isabelu.
Kolumbova otkrića pokrenula su lavinu istraživača, pustolova, doseljenika i drugih koji će Novom svijetu dati jezik i kulturu. Umro je 1506. godine, uvjeren da je došao do obale Azije, a njegovu zabludu je riješio Firentinac Amerigo Vespucci po kojem su novootkriveni kontinent u 16. stoljeću počeli nazivati Amerika.
Nedavno (2004.). je objavljena fotografija kutije koja sadrži ostatke Kristofora Kolumba s ugraviranim tekstom na starom španjolskom "Ovdje počivaju kosti Kristofora Kolumba, prvog admirala i pronalazača Novog Svijeta". Posmrtni ostaci oca i sina, kao i brata glasovitog pomorca, Diega Kolumba koji su iskopani u rujnu prošle godine u Santiponceu, nedaleko Seville, preneseni su na sveučilište u Granadi, gdje će se ispitivati do početka zime. Stručnjaci će sada uzeti uzorak kosti radi ispitivanja koje bi moglo trajati nekoliko mjeseci, kako bi se potvrdilo da truplo koje se čuva u katedrali u Sevilli doista pripada Kristoforu Kolumbu.

## Europa u vrijeme Kolumba
Teško je shvatiti Kristofora Kolumba ako ne znamo u kojem je vremenu živio. XV. st. smatra se stoljećem promjena i mnogih događaja koji su uticali na Europsko društvo. Mnogi od ovih događaja su bili sukobi između katolika i muslimana.
Događaj koji je najviše uticao na Europu u XV. st. je pad Carigrada u ruke Osmanskog Carstva. Carigrad je bio glavni grad Bizanta stoljećima i bio je važno središte trgovine između Azije i Europe. 1453. godine Osmansko Carstvo, koje je već osvojilo veliki dio jugoistočne Europe, prekinulo je trgovinu Europe s istokom. Europljani su još uvijek mogli kupovati Azijske proizvode u gradovima kao što je Aleksandrija u Egiptu. Tako su Europljani odlučili naći drugi put za direktno trgovanje s Azijom. U suštini, Europske kraljice i kraljevi su uvidjeli da će im trgovina s Azijom donijeti veliki profit i da je veoma bitna. 
Prva europska nacija koja je počela aktivno tražiti put do Azije je bio Portugal. Portugalci su već bili počeli istraživati Afriku 1400., a 1415. godine su otkrili sjevernu Afriku i zaposjeli muslimanski komercijalni grad Ceutu na Gibraltarovom tjesnacu. Ovaj grad je Portugalcima pomogao pri razvoju trgovine s Afrikom, kojom su do tog vremena dominirali muslimani. Pod prismotrom kraljevića Henrika Navigatora, koji je osnovao školu navigacije u južnom Portugalu, nedugo nakon osvajanja Ceute, Portugalci su počeli istraživati zapadnu obalu Afrike nadajući se da će naći put do Azije ploveći oko južnog dijela kontinenta. Ostale nacije, koje nisu željeli zaostajati za Portugalcima, su također počeli sponzorirati ekspedicije. U ovom svijetu punom uzbuđenja istraživanja i novim pronalascima rođen je Cristopher Columbo.

## Kasniji život
Dok je Kolumbo uvijek dao obraćenje nevjernika kao jedan od razloga za njegova istraživanja, on je rastao sve više religijski u svojim kasnijim godinama. Vjerojatno uz pomoć svog sina Diega i njegovog prijatelja kartuzijanskog redovnika Gašpara Gorricia, Kolumbo piše dvije knjige u svojim kasnijim godinama: Knjiga povlastice (1502) i Knjiga Proročanstava (1505), u kojoj su korišteni odlomci iz Biblije za mjesto njegova dostignuća kao istraživača u kontekstu kršćanske eshatologije.
U svojim kasnijim godinama, Kolumbo je zahtijevao da mu španjolska kruna da 10 % svih prihoda ostvarenog u novim zemljama, kao što je navedeno u "Kapitulacija Santa Fe". Budući da je bio razriješen dužnosti guvernera, kruna se nije osjećala vezana za taj ugovor, a njegovi zahtjevi su odbijeni. Nakon njegove smrti, njegovi nasljednici su tužili krunu za dio profita od trgovine s Amerikom, kao i druge nagrade. To je dovelo do dugotrajnih pravnih sporova poznat kao pleitos colombinos ("kolumbijske tužbe").